# Gouvernement Pedro Sanz I
 La Rioja
Pérez Sáenz II Sanz II
Le gouvernement Sanz I est le gouvernement de La Rioja entre le 10 juillet 1995 et le 19 juillet 1999, durant la IVe législature du Parlement de La Rioja. Il est présidé par Pedro Sanz.

## Composition
| Fonction                                                                                    | Titulaire | Titulaire                                                               | Parti |
| ------------------------------------------------------------------------------------------- | --------- | ----------------------------------------------------------------------- | ----- |
| Président                                                                                   |           | Pedro Sanz Alonso                                                       | PP    |
| Conseiller au Développement autonomique, aux Administrations publiques et à l'Environnement |           | Manuel Arenilla Sáez                                                    | PP    |
| Conseiller aux Finances et à la Promotion économique                                        |           | José Félix Revuelta Segura (jusqu'au 30/12/1997) Juan José Muñoz Ortega | PP    |
| Conseillère aux Travaux publics, aux Transports, à l'Urbanisme et au Logement               |           | María Aránzazu Vallejo Fernández                                        | PP    |
| Conseiller à l'Éducation, à la Culture, à la Jeunesse et aux Sports                         |           | Luis Ángel Alegre Galilea                                               | PP    |
| Conseiller à l'Agriculture, à l'Élevage et au Développement rural                           |           | Javier Erro Urrutia                                                     | PP    |
| Conseiller à la Santé, à la Consommation et au Bien-être social                             |           | Felipe Ruiz y Fernández de Pinedo                                       | PP    |